# Surju oja
Surju oja är ett vattendrag i Estland.   Det ligger i landskapet Pärnumaa, i den sydvästra delen av landet, 130 km söder om huvudstaden Tallinn.